# 프레토마니드
프레토마니드(Pretomanid)는 새로운 화학 물질로 nitroimidazooxazines라고 알려진 일종의 화합물의 구성원이다. Pretomanid는 새롭고 빠르게 작용하며 저렴한 결핵 의약품의 발견과 개발에 전념하는 비영리단체인 TB 얼라이언스(<a href="https://en.wikipedia.org/wiki/TB_Alliance" rel="mw:ExtLink" data-linkid="105" class="cx-link" title="TB Alliance">TB Alliance</a>)에 의해 임상검사를 받았고 개발되었다. 미국 식품의약관리청 (FDA)은 2019년 8월 14일에 약물 내성 결핵 (highly drug resistant TB) 치료를 위해 이 약을 승인했다.

## 배경
Pretomanid는 이전에 비독점적으로 PA-824라고 불리던 새로운 항생제였다. 프레토마니드는 "Pa"로 지칭된다. 이약의 "preto"는 이 약물 개발의 대부분이 이루어진 TB Alliance 임상개발사무소의 본거지인 남아프리카공화국 프리토리아 (Pretoria)를 나타내며 "매니드"는 유사한 화학 구조를 갖는 화합물을 부르는데 사용된다.

## 참조
- 결핵
- 다제 내성 결핵
- 광범위한 약물 내성 결핵
- 결핵 관리
- Delamanid, 관련 약물

## 참고 문헌
1. ↑  “PA-824 has a New Generic Name: Pretomanid”. 2015년 3월 12일에 확인함.
2. ↑  “Compounds | TB Alliance”. 《www.tballiance.org》. 2019년 4월 7일에 원본 문서에서 보존된 문서. 2019년 4월 18일에 확인함.
3. ↑  “About TB Alliance”. 《TB Alliance》 (영어). 2021년 7월 5일에 원본 문서에서 보존된 문서. 2019년 4월 18일에 확인함.
4. ↑  Abutaleb, Yasmeen. New antibiotic approved for drug-resistant tuberculosis. Washington Post,14 August 2019. Accessed 14 August 2019.
5. ↑  “PA-824 has a New Generic Name: Pretomanid | TB Alliance”. 《www.tballiance.org》. 2019년 4월 18일에 원본 문서에서 보존된 문서. 2019년 4월 18일에 확인함.